# San Tan Valley
San Tan Valley ist ein Ort (Census-designated place) in Pinal County im Bundesstaat Arizona in den USA. Das U.S. Census Bureau hat bei der Volkszählung 2020 eine Einwohnerzahl von 99.894 ermittelt.

## Geographie
Der Ort liegt südöstlich von Phoenix und nördlich von Tucson. San Tan Valley befindet sich in dem gemeindefreien Gebiet zwischen den Städten Queen Creek im Norden und Westen und Florence im Süden. Das Gebiet wird außerdem durch den San Tan Mountains Regional Park im Westen und die Gila River Indian Community im Südwesten begrenzt. Das Gebiet besteht größtenteils aus geplanten Vorstadtsiedlungen, wie Pecan Creek South, San Tan Heights und Johnson Ranch.
Östlich der San Tan Mountains gelegen, befindet sich die Gemeinde in der Sonora-Wüste. Als solche ist sie den heißen, trockenen Sommern und gemäßigten Wintern ausgesetzt, die für diese Gegend typisch sind.

## Geschichte
San Tan Valley verdankt seinen Namen den nahe gelegenen San Tan Mountains. Das Gebiet, das vor dem Jahr 2000 hauptsächlich aus unbebauter Wüste und Landwirtschaft bestand, erlebte zu Beginn des Jahrzehnts ein beträchtliches Wachstum. Bis 2020 wurde sie zu einem der größten gemeindefreien Siedlungen des Landes. Versuche einer Gemeindegründung scheiterten allerdings bisher.

## Demographie
Nach der Volkszählung von 2020 leben in San Tan Valley 99.894 Menschen. Die Bevölkerung teilte sich im Jahr 2019 auf in 84,6 % Weiße, 4,2 % Afroamerikaner, 2,1 % amerikanische Ureinwohner, 2,2 % Asiaten, 0,1 % Ozeanier und 4,1 % mit zwei oder mehr Ethnizitäten. Hispanics oder Latinos aller Ethnien machten 22,8 % der Bevölkerung aus. Das mittlere Haushaltseinkommen lag 2019 bei 67.880 US-Dollar und die Armutsquote bei 8,0 %.